# 神倉神社
神倉神社（かみくらじんじゃ、かんのくらじんじゃ）は和歌山県新宮市の神社。熊野三山の一山である熊野速玉大社の摂社。境内地は国の史跡「熊野三山」の一部、および世界遺産「紀伊山地の霊場と参詣道」の一部である。

## 磐座信仰の社

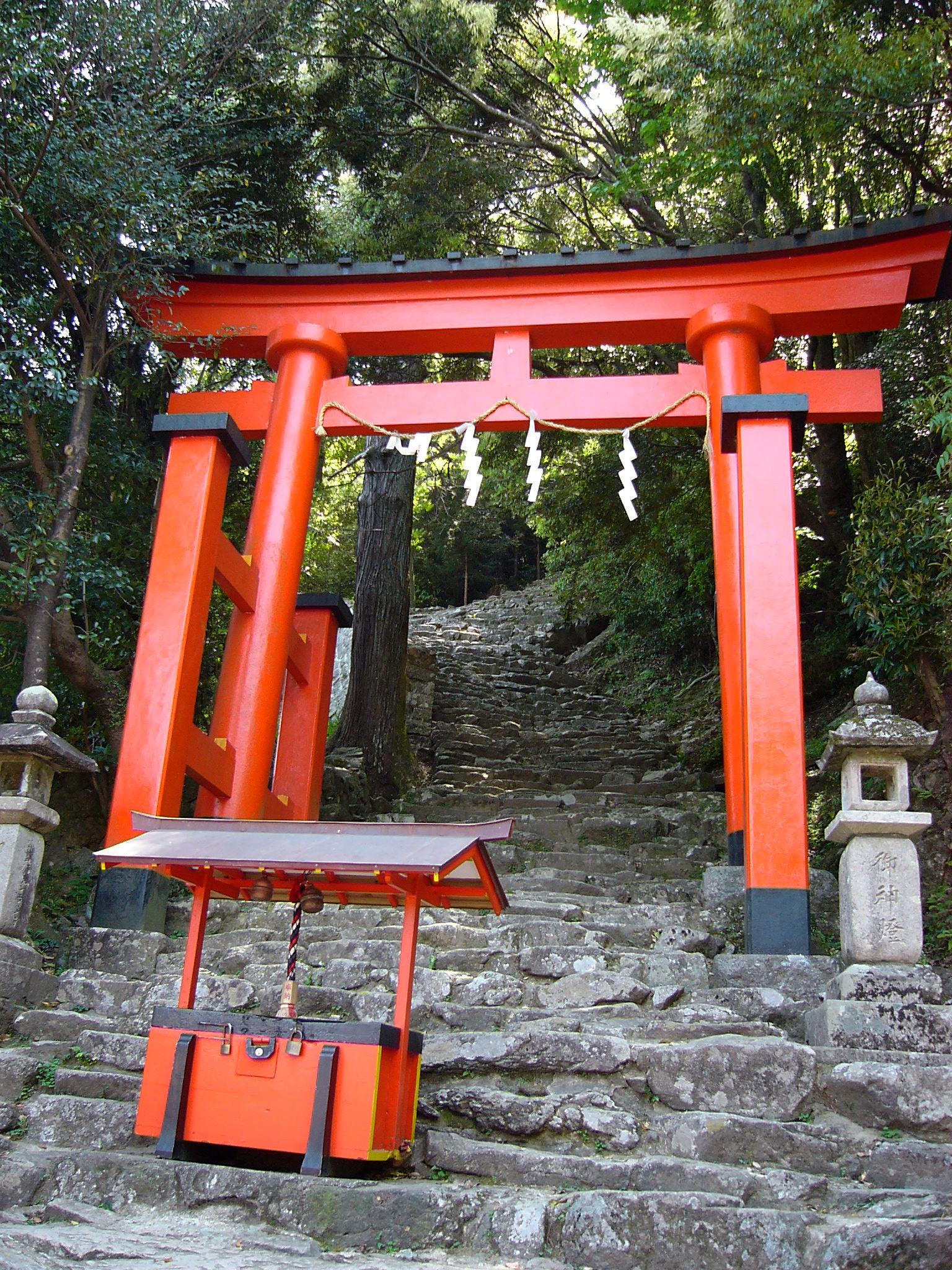
参道麓の鳥居

神倉神社は、熊野速玉大社の摂社である。新宮市中心市街地北西部にある千穂ヶ峯の支ピーク、神倉山（かみくらさん、かんのくらやま、標高120メートル）に鎮座し、境内外縁は直ちに断崖絶壁になっている。山上へは、源頼朝が寄進したと伝えられる、急勾配の鎌倉積み石段538段を登らなければならない。
山上にはゴトビキ岩（「琴引岩」とも。ゴトビキとはヒキガエルをあらわす新宮の方言）と呼ばれる巨岩が神体として祀られている。この岩の根元を支える袈裟岩といわれる岩の周辺には経塚が発見されており、平安時代の経筒が多数発掘され、そのさらに下層からは銅鐸片や滑石製模造品が出土していることから、神倉神社の起源は磐座信仰から発したと考えられている。
神倉神社の創建年代は128年頃といわれているが、神話時代にさかのぼる古くからの伝承がある。『古事記』『日本書紀』によれば、神倉山は、神武天皇が東征の際に登った天磐盾（あまのいわたて、あめのいわたて）の山であるという。このとき、天照大神の子孫の高倉下命が神武に神剣を奉げ、これを得た神武は、天照大神の遣わした八咫烏の道案内で軍を進め、熊野・大和を制圧したとされている。しかし、「熊野権現御垂迹縁起」（『長寛勘文』所収）には神剣と神倉山を結びつける記述はないことから、天磐盾を神倉山と結びつける所説は鎌倉時代以降に現れたものと考えられている。

### 歴史
熊野信仰が盛んになると、熊野権現が諸国遍歴の末に、熊野で最初に降臨した場所であると説かれるようになった（「熊野権現垂迹縁起」）。この説に従えば、熊野三所大神がどこよりも最初に降臨したのはこの地であり、そのことから熊野根本神蔵権現あるいは熊野速玉大社奥院と称された。平安時代以降には、神倉山を拠点として修行する修験者が集うようになり、熊野参詣記にもいく度かその名が登場する。『平家物語』巻10の平維盛熊野参詣の記事に登場するほか、応永34年（1427年）には、足利義満の側室北野殿の参詣記に「神の蔵」参詣の記述が見られる。
鎌倉時代の建長3年（1251年）2月14日には火災により焼失したが、執権の北条時頼より助成を与えられて再建された。中世の神倉神社は、神倉聖と称される社僧のほか、その下役の残位坊、妙心寺（妙心尼寺）・華厳院・宝積院・三学院の神倉本願四ヵ寺が運営にあたり（『紀伊続風土記』）、中の地蔵堂・参道・曼荼羅堂などの維持管理にあたった。南北朝時代の動乱による荒廃の後はもっぱら妙心尼寺が勧進権を掌握した。享禄4年（1531年）付の古記録「神倉再造由緒」によると、神倉山の神社仏閣は持統天皇の時代に裸行上人により建立されたが、その後荒廃したため、延徳元年（1489年）に妙心尼寺の妙順尼が神倉神社の再興のための勧進を行い、さらに大永年間（1521年-1528年）から享禄4年まで弟子の祐珍尼らとともに諸国を巡って奉加を募り、これによって再興を成し遂げた（『妙心寺文書』）。戦国時代から近世初期にかけても度々災害に見舞われているが、なかでも天正16年（1588年）には、豊臣秀長の木材奉行によって放火され、境内がことごとく焼失した。翌年には祐心尼のほか、金蔵坊祐信（当山派）および熊野新宮の楽浄坊行満（本山派）の2人の修験者の協力を得て西国9か国に勧進に赴いている。
近世以降は、紀州徳川家や、新宮領主の浅野氏・水野氏の崇敬をあつめた。慶長7年(1602年）には浅野氏より社領として63石を与えられたほか、正保2年（1645年）には一年の祈祷料として、米3石6斗と燈明料米1石8斗が与えられたとの記録が見える。

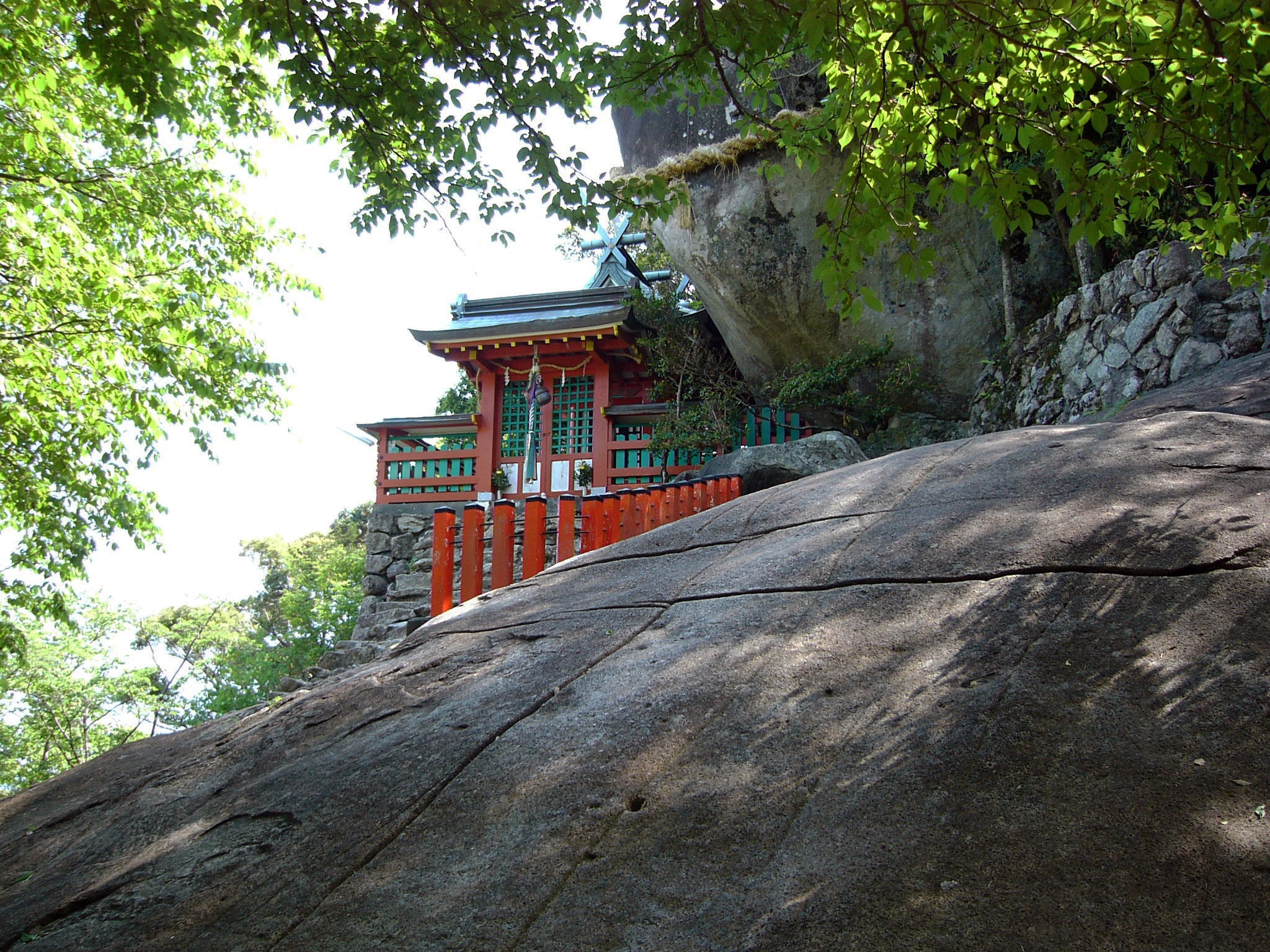
拝殿

『紀伊続風土記』が伝えるところによると、近世の境内には社殿と並宮のほか、崖上に懸造の拝殿があり、大黒天を祀る御供所、末社として満山社、子安社、中の地蔵堂などがあったが、明治3年（1870年）の台風で倒壊し、その後荒廃したため、1907年（明治40年）には熊野速玉大社に合祀された。しかし、1918年（大正7年）、岩下に祠を再建したのを手始めに、昭和期に社務所、鳥居などが再建された。現在は社務所に常駐の神職は居らず、熊野速玉大社の境外社の扱いである。朱印や御札などは熊野速玉大社の社務所で取り扱っている。御朱印には「熊野三山元宮」と記載されている。

## 文化財

### 国指定史跡
神倉神社境内は、熊野速玉大社境内地の一部（神倉山 附石段 「下馬」標石）として国の史跡「熊野三山」に含まれる。史跡「熊野三山」は世界遺産「紀伊山地の霊場と参詣道」（2004年〈平成16年〉7月登録）の構成資産の一部。

### 和歌山県指定史跡

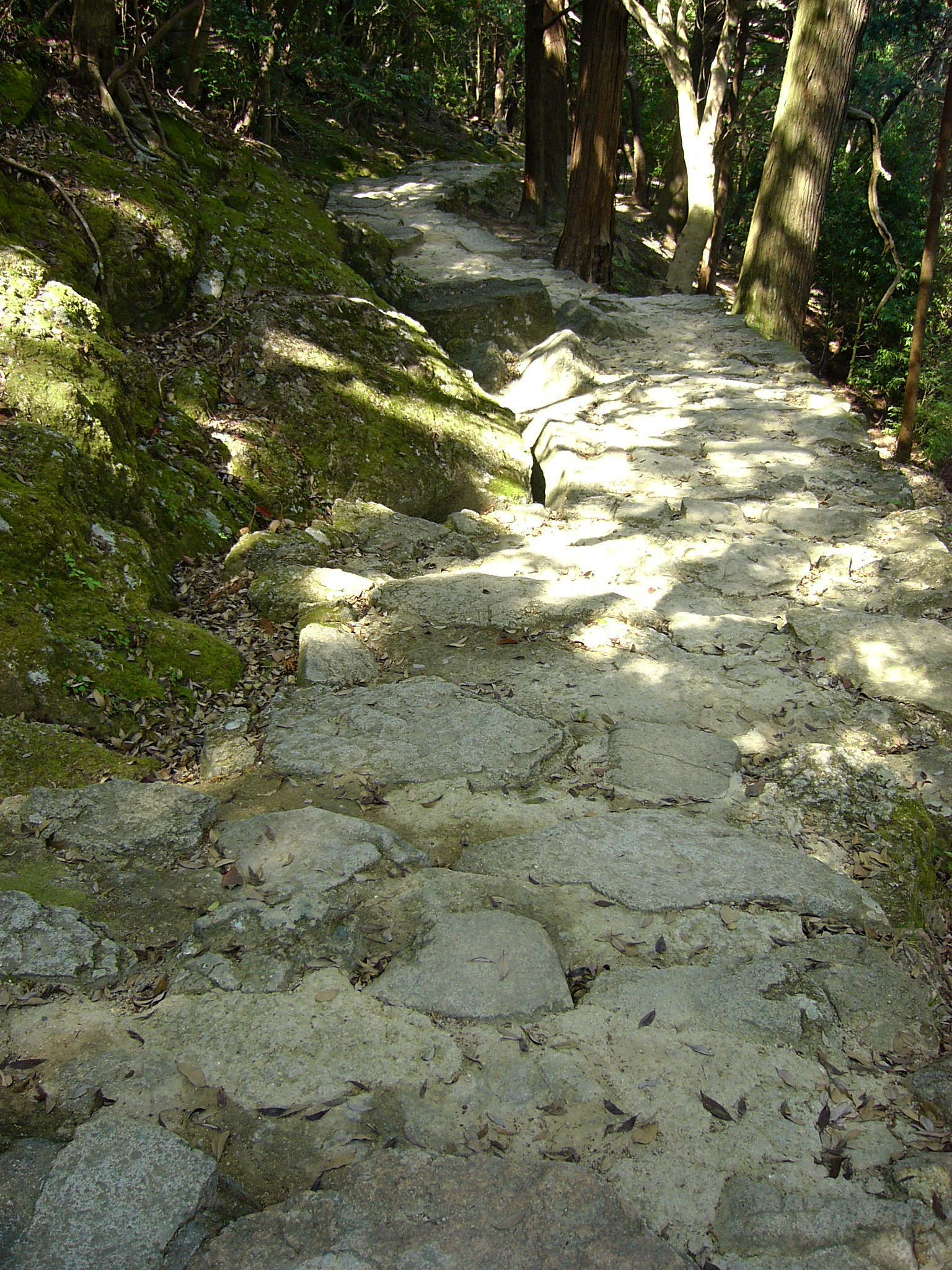
御燈祭では、大勢の男たちがこの荒々しい石段を駆け下りる

神倉山の石段 附 「下馬」標石は、神倉山山麓から山上境内へ続く石段、および神倉神社入口にかかる太鼓橋の傍らに立つ標石である。
石段は538段を算し、自然石（花崗岩）を組み合わせて築かれたもので、幅は平均約4メートル、高さと奥行きは一定ではないが、おおよそ高さ25センチメートル、奥行きは30から40センチメートルである。一般には建久4年（1193年）に源頼朝が寄進したと伝えられるが、わずかに『熊野年代記』の記事がその旨を伝えるに過ぎない。
「下馬」標石は寛文12年銘のあるもので、黒雲母花崗斑岩製、高さ1.59メートル、幅43センチメートル、厚さ17センチ、同じ材質で地上高26センチメートル、幅80センチメートルの台石上に立っている。刻銘によれば、奥州は南部志和郡の人物が、子孫繁栄を祈念して熊野参詣7度を達成したことを記念したものとあり、奥州の熊野信仰を今日に伝えている。

### 新宮市指定有形民俗文化財

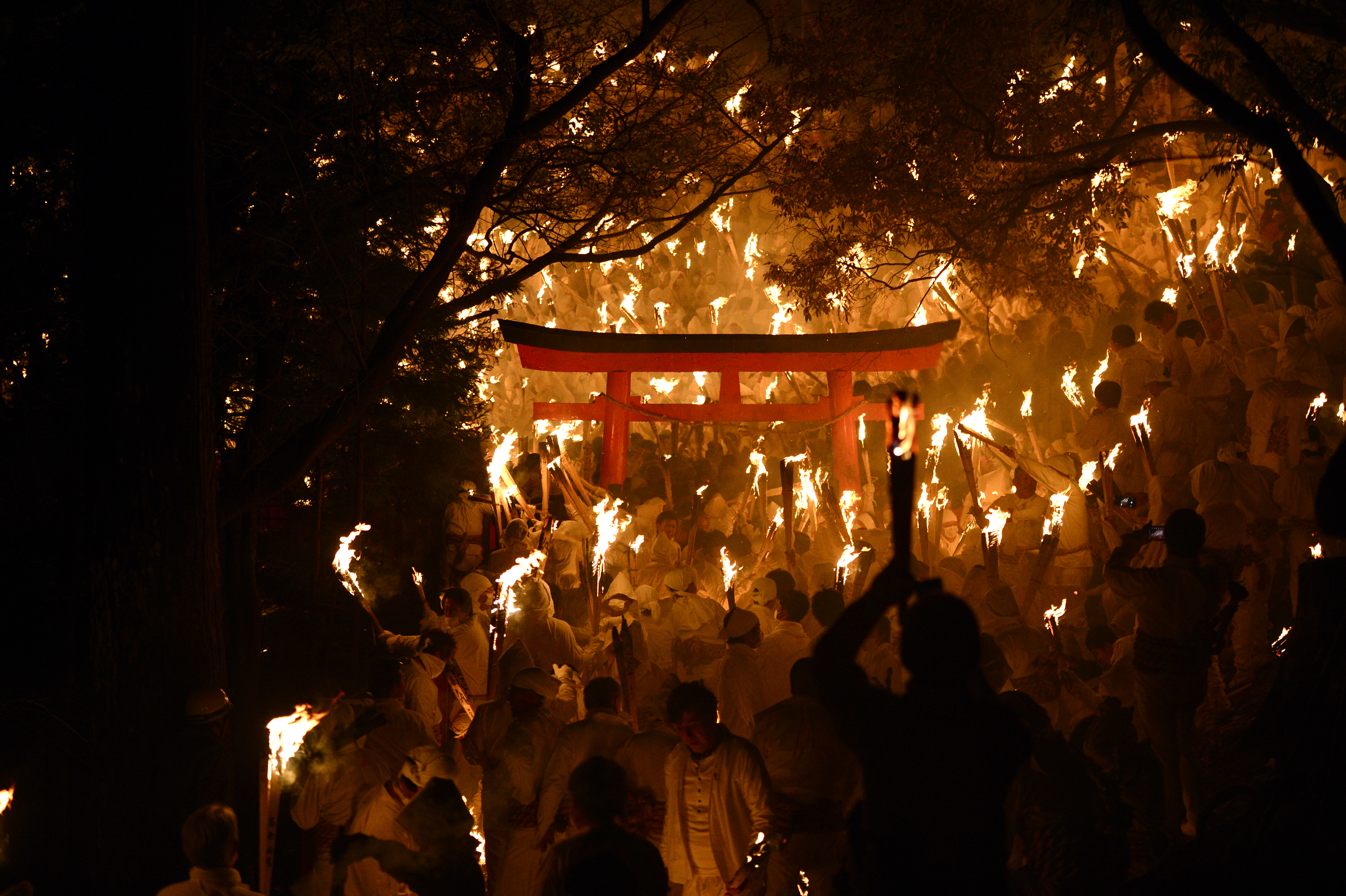
御燈祭（おとうまつり）

境内にはそのほかに、新宮市指定の有形民俗文化財3件があり、1989年（平成元年）3月25日に指定された。神倉神社の手水鉢1基は、新宮城第2代城主の水野重良から寄進されたもので、幅1.9メートル、奥行き91.0センチメートル、高さ60.0センチメートル、黒雲母花崗斑岩の巨大な一枚岩を刻んで仕上げた江戸時代のもので、寛永8年2月の銘がある。神倉神社の手水船1基は、1956年（昭和31年）からの山上境内における鳥居玉垣補修工事の際に発掘されたもので、幅88.8センチメートル、奥行き53.0センチメートル、高さ34.0センチメートル、南北朝時代に作成された砂岩製・舟形の手水鉢で、現在は熊野速玉大社境内に移設されている。縁の三方は波型で一方だけが直線という形状で、慶安4年の施入銘がある。奉八度参詣碑は久慈八日町（岩手県久慈市）の住人、吉田金右衛門なる人物が、熊野詣8回を遂げた記念として、宝永5年（1708年）に奉納したもので、困難をおして参詣を遂げた奥州人の熊野信仰の記念碑である。

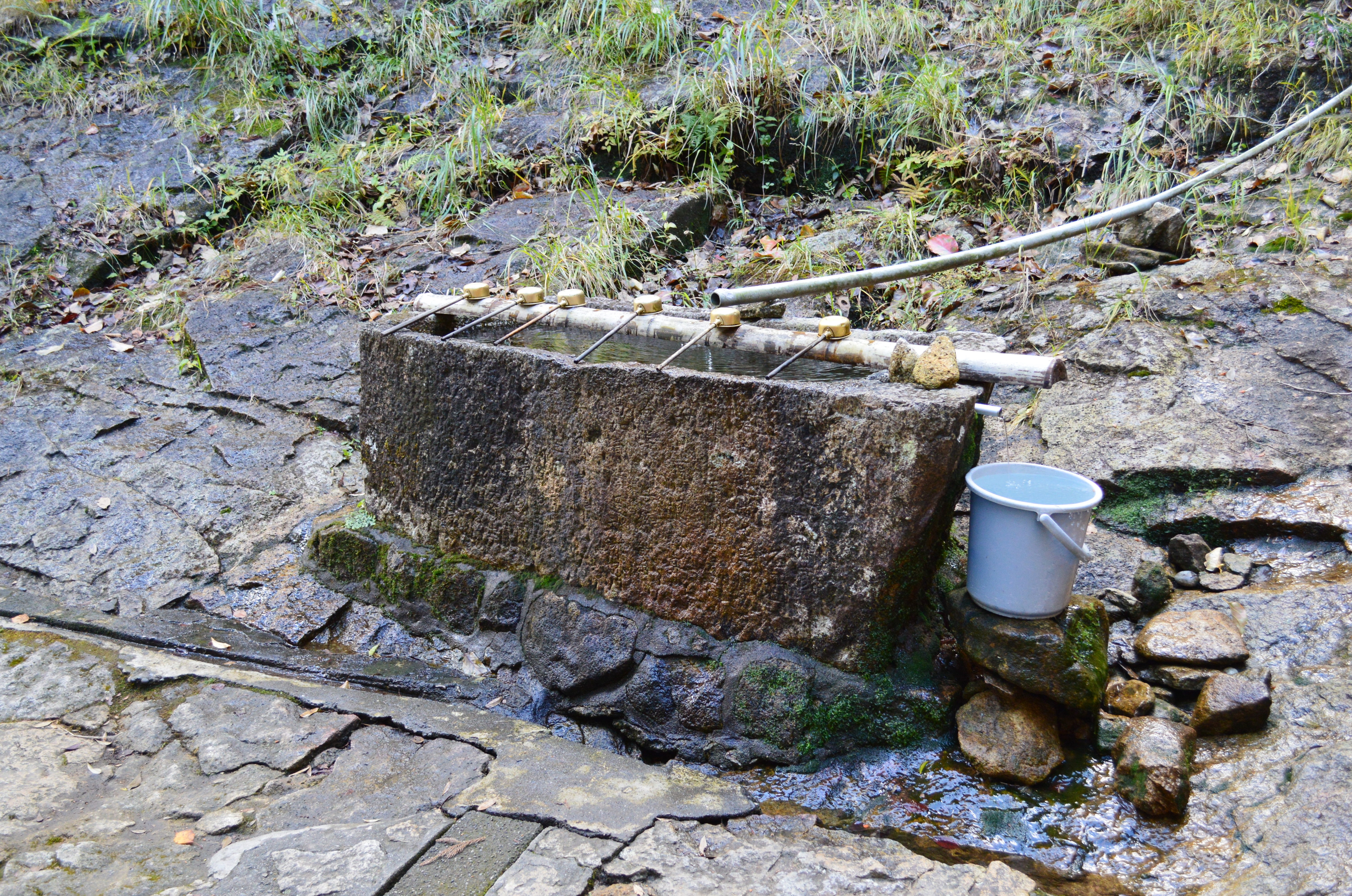
手水鉢

## 御燈祭
熊野に春を呼ぶ男の火まつりとして毎年2月6日夜に斎行される。約2600年前、神武天皇東征の際に祭神・高倉下命(たかくらじのみこと)が松明を持って案内したことに由来するとの故事もあるが、起源は『熊野年代記』に敏達天皇三年（574年）とされる。

## 交通機関
JR紀勢本線新宮駅下車
熊野交通の路線バスで「裁判所前」下車、または徒歩15分。

## 文献
- 「角川日本地名大辞典」編纂委員会編、1985、『和歌山県』、角川書店〈角川日本地名大辞典30〉 ISBN 404001300X
- 五来 重、1976、「吉野・熊野修験道の成立と展開」、五来（編）『吉野・熊野信仰の研究』、名著出版〈山岳宗教史研究叢書4〉 pp. 13-46
- 新宮市編、1984、『新宮市誌』、新興出版社
- 新宮市教育委員会・新宮市文化財審議会編、1990、『新宮市の文化財』、新宮市教育委員会
- 平凡社編、1997、『大和・紀伊寺院神社大事典』、平凡社 ISBN 4582134025
- 宮家 準、1992、『熊野修験』、吉川弘文館〈日本歴史叢書〉 ISBN 4642066497